# Lirim Kastrati (labdarúgó, 1999. január)
Lirim Kastrati (Kamenica, 1999. január 16. –) jugoszláv születésű koszovói válogatott labdarúgó, aki jelenleg a Vllaznia játékosa.

## Pályafutása

### Klubcsapatokban
Kastrati az albán Shkëndija Tiranë és a horvát Lokomotiva Zagreb akadémiáin nevelkedett. 2018 és 2020 között az utóbbi csapat mezében hatvannégy élvonalbeli mérkőzésen tizenhat gólt szerzett. 2020 februárjában a Dinamo Zagreb labdarúgója lett, 2020 tavaszán kölcsönben ismét a Lokomotiva színeiben futballozott.

#### Fehérvár
2022 augusztus végén szerződött a MOL Fehérvárhoz. November 6-án lőtte első gólját a magyar bajnokságban a Ferencváros ellen 2–2-re végződő mérkőzésen.

### A válogatottban
Többszörös koszovói utánpótlás-válogatott labdarúgó. 2018-ban mutatkozott be a koszovói felnőtt válogatottban egy Málta elleni Nemzetek Ligája mérkőzésen.

## Statisztika

### A válogatottban
| Koszovó  | Koszovó | Koszovó |
| Év       | Mérk.   | Gólok   |
| -------- | ------- | ------- |
| 2018     | 1       | 0       |
| 2019     | 2       | 0       |
| 2020     | 6       | 1       |
| 2021     | 8       | 0       |
| 2022     | 2       | 1       |
| 2023     | 1       | 0       |
| Összesen | 20      | 2       |